# Heineken Open 2003 - Qualificazioni singolare
Le qualificazioni del singolare  dell'Heineken Open 2003 sono state un torneo di tennis preliminare per accedere alla fase finale della manifestazione. I vincitori dell'ultimo turno sono entrati di diritto nel tabellone principale. In caso di ritiro di uno o più giocatori aventi diritto a questi sono subentrati i lucky loser, ossia i giocatori che hanno perso nell'ultimo turno ma che avevano una classifica più alta rispetto agli altri partecipanti che avevano comunque perso nel turno finale.
Le qualificazioni del torneo Heineken Open 2003 prevedevano 32 partecipanti di cui 4 sono entrati nel tabellone principale.

## Teste di serie
1. Assente
2. Raemon Sluiter (primo turno)
3. Luis Horna (primo turno)
4. Martin Verkerk (Qualificato)

1. Robby Ginepri (Qualificato)
2. Jack Brasington (primo turno)
3. Bjorn Rehnquist (primo turno)
4. Michael Russell (Qualificato)

## Qualificati
1. Robby Ginepri
2. Michael Russell

1. Robert Kendrick
2. Martin Verkerk

## Tabellone

### Legenda
| - Q = Qualificato - WC = Wild card - LL = Lucky loser | - ALT = Alternate - SE = Special Exempt - PR = Protected Ranking | - w/o = Walkover - r = Ritirato - d = Squalificato |

### Sezione 1
|  | Primo turno        | Primo turno        | Primo turno        | Primo turno | Primo turno |  |  | Secondo turno  | Secondo turno   | Secondo turno   | Secondo turno | Secondo turno |   |   | Ultimo turno | Ultimo turno | Ultimo turno | Ultimo turno | Ultimo turno |  |
|  |                    |                    |                    |             |             |  |  |                |                 |                 |               |               |   |   |              |              |              |              |              |  |
|  | Paul Goldstein     | Paul Goldstein     | Paul Goldstein     | 6           | 6           |  |  |                |                 |                 |               |               |   |   |              |              |              |              |              |  |
|  | Martín Rodríguez   | Martín Rodríguez   | Martín Rodríguez   | 3           | 2           |  |  | Paul Goldstein | Paul Goldstein  | Paul Goldstein  | 3             | 5             |   |   |              |              |              |              |              |  |
|  | Kevin Kim          | Kevin Kim          | Kevin Kim          | 6           | 6           |  |  | Kevin Kim      | Kevin Kim       | Kevin Kim       | 6             | 7             |   |   |              |              |              |              |              |  |
|  | Juan Pablo Guzmán  | Juan Pablo Guzmán  | Juan Pablo Guzmán  | 3           | 2           |  |  |                |                 |                 |               |               |   |   |              | Kevin Kim    | Kevin Kim    | 5            | 3            |  |
|  | Francisco Costa    | Francisco Costa    | Francisco Costa    | 7           | 6           |  |  |                |                 | 5               | Robby Ginepri | Robby Ginepri | 7 | 6 |              |              |              |              |              |  |
|  | Daniel King-Turner | Daniel King-Turner | Daniel King-Turner | 5           | 3           |  |  |                | Francisco Costa | Francisco Costa | 4             | 1             |   |   |              |              |              |              |              |  |
|  | 5                  | Robby Ginepri      | Robby Ginepri      | 6           | 6           |  |  | 5              | Robby Ginepri   | Robby Ginepri   | 6             | 6             |   |   |              |              |              |              |              |  |
|  |                    | Eric Taino         | Eric Taino         | 1           | 3           |  |  |                |                 |                 |               |               |   |   |              |              |              |              |              |  |

### Sezione 2
|  | Primo turno           | Primo turno           | Primo turno           | Primo turno    | Primo turno |  |  | Secondo turno   | Secondo turno     | Secondo turno   | Secondo turno   | Secondo turno   |   |   | Ultimo turno | Ultimo turno    | Ultimo turno    | Ultimo turno | Ultimo turno |  |
|  |                       |                       |                       |                |             |  |  |                 |                   |                 |                 |                 |   |   |              |                 |                 |              |              |  |
|  |                       | G.d. Jones            | G.d. Jones            | G.d. Jones     | W-O         |  |  |                 |                   |                 |                 |                 |   |   |              |                 |                 |              |              |  |
|  | 2                     | Raemon Sluiter        | Raemon Sluiter        | Raemon Sluiter |             |  |  | G.d. Jones      | G.d. Jones        | G.d. Jones      | 1               | 0               |   |   |              |                 |                 |              |              |  |
|  | Robin Söderling       | Robin Söderling       | Robin Söderling       | 6              | 6           |  |  | Robin Söderling | Robin Söderling   | Robin Söderling | 6               | 6               |   |   |              |                 |                 |              |              |  |
|  | Juan Luis Rascón Lope | Juan Luis Rascón Lope | Juan Luis Rascón Lope | 4              | 1           |  |  |                 |                   |                 |                 |                 |   |   |              | Robin Söderling | Robin Söderling | 65           | 6            |  |
|  | Fernando Verdasco     | Fernando Verdasco     | 3                     | 6              | 6           |  |  |                 |                   | 8               | Michael Russell | Michael Russell | 7 | 7 |              |                 |                 |              |              |  |
|  | Michal Tabara         | Michal Tabara         | 6                     | 3              | 3           |  |  |                 | Fernando Verdasco | 65              | 6               | 3               |   |   |              |                 |                 |              |              |  |
|  | 8                     | Michael Russell       | Michael Russell       | 6              | 6           |  |  | 8               | Michael Russell   | 7               | 4               | 6               |   |   |              |                 |                 |              |              |  |
|  |                       | Leonardo Azzaro       | Leonardo Azzaro       | 2              | 1           |  |  |                 |                   |                 |                 |                 |   |   |              |                 |                 |              |              |  |

### Sezione 3
|  | Primo turno       | Primo turno        | Primo turno        | Primo turno | Primo turno |  |  | Secondo turno      | Secondo turno      | Secondo turno      | Secondo turno     | Secondo turno |   |   | Ultimo turno    | Ultimo turno    | Ultimo turno | Ultimo turno | Ultimo turno |  |
|  |                   |                    |                    |             |             |  |  |                    |                    |                    |                   |               |   |   |                 |                 |              |              |              |  |
|  |                   | Juan Giner         | Juan Giner         | Juan Giner  | W-O         |  |  |                    |                    |                    |                   |               |   |   |                 |                 |              |              |              |  |
|  | 3                 | Luis Horna         | Luis Horna         | Luis Horna  |             |  |  | Juan Giner         | Juan Giner         | Juan Giner         | 65                | 1             |   |   |                 |                 |              |              |              |  |
|  | Robert Kendrick   | Robert Kendrick    | Robert Kendrick    | 6           | 6           |  |  | Robert Kendrick    | Robert Kendrick    | Robert Kendrick    | 7                 | 6             |   |   |                 |                 |              |              |              |  |
|  | Robert Cheyne     | Robert Cheyne      | Robert Cheyne      | 3           | 3           |  |  |                    |                    |                    |                   |               |   |   | Robert Kendrick | Robert Kendrick | 6            | 3            | 6            |  |
|  | Joachim Johansson | Joachim Johansson  | Joachim Johansson  | 7           | 6           |  |  |                    |                    | Joachim Johansson  | Joachim Johansson | 3             | 6 | 3 |                 |                 |              |              |              |  |
|  | Jiří Vaněk        | Jiří Vaněk         | Jiří Vaněk         | 64          | 4           |  |  | Joachim Johansson  | Joachim Johansson  | Joachim Johansson  | 7                 | 6             |   |   |                 |                 |              |              |              |  |
|  |                   | Alex Bogomolov Jr. | Alex Bogomolov Jr. | 6           | 6           |  |  | Alex Bogomolov Jr. | Alex Bogomolov Jr. | Alex Bogomolov Jr. | 5                 | 4             |   |   |                 |                 |              |              |              |  |
|  | 7                 | Bjorn Rehnquist    | Bjorn Rehnquist    | 3           | 3           |  |  |                    |                    |                    |                   |               |   |   |                 |                 |              |              |              |  |

### Sezione 4
|  | Primo turno  | Primo turno             | Primo turno             | Primo turno | Primo turno |  |  | Secondo turno    | Secondo turno    | Secondo turno  | Secondo turno | Secondo turno |   |   | Ultimo turno | Ultimo turno   | Ultimo turno | Ultimo turno | Ultimo turno |  |
|  |              |                         |                         |             |             |  |  |                  |                  |                |               |               |   |   |              |                |              |              |              |  |
|  | 4            | Martin Verkerk          | Martin Verkerk          | 6           | 6           |  |  |                  |                  |                |               |               |   |   |              |                |              |              |              |  |
|  |              | Joaquín Muñoz Hernández | Joaquín Muñoz Hernández | 3           | 4           |  |  | 4                | Martin Verkerk   | Martin Verkerk | 6             | 6             |   |   |              |                |              |              |              |  |
|  | Simon Greul  | Simon Greul             | Simon Greul             | 7           | 6           |  |  |                  | Simon Greul      | Simon Greul    | 3             | 2             |   |   |              |                |              |              |              |  |
|  | Jacob Olsen  | Jacob Olsen             | Jacob Olsen             | 5           | 3           |  |  |                  |                  |                |               |               |   |   | 4            | Martin Verkerk | 4            | 7            | 6            |  |
|  | Gastón Etlis | Gastón Etlis            | Gastón Etlis            | 6           | 6           |  |  |                  |                  |                | Gastón Etlis  | 6             | 5 | 1 |              |                |              |              |              |  |
|  | Pedro Braga  | Pedro Braga             | Pedro Braga             | 4           | 3           |  |  | Gastón Etlis     | Gastón Etlis     | 7              | 64            | 6             |   |   |              |                |              |              |              |  |
|  |              | Jeff Salzenstein        | Jeff Salzenstein        | 7           | 6           |  |  | Jeff Salzenstein | Jeff Salzenstein | 65             | 7             | 3             |   |   |              |                |              |              |              |  |
|  | 6            | Jack Brasington         | Jack Brasington         | 65          | 3           |  |  |                  |                  |                |               |               |   |   |              |                |              |              |              |  |